# Schwaben Open 2023 - Doppio
Il doppio del torneo di tennis professionistico Schwaben Open 2023, facente parte della categoria Challenger 50 nell'ambito dell'ATP Challenger Tour 2023, si è giocato dal 21 al 26 agosto 2023 ad Augusta, in Germania.
Tra le sedici coppie di partecipanti erano assenti Andrėj Vasileŭski e Igor Zelenay, i detentori del titolo.
In finale Constantin Frantzen e Hendrik Jebens hanno sconfitto Constantin Bittoun Kouzmine e Volodymyr Uzhylovskyi con il punteggio di 6–2, 6–2.

## Teste di serie
1. Constantin Frantzen /  Hendrik Jebens (campioni)
2. Ivan Liutarevich /  Vladyslav Manafov (quarti di finale)

1. Neil Oberleitner /  Tim Sandkaulen (semifinale)
2. Purav Raja /  Ramkumar Ramanathan (primo turno)

## Wildcard
1. Jakob Schnaitter /  Mark Wallner (quarti di finale)

1. Philip Florig /  Luca Wiedenmann (ritirati)

## Alternate
1. Nicola Kuhn /  Andres Martin (primo turno)
2. Nicholas Bybel /  Oliver Crawford (primo turno)

1. Lucas Gerch /  Timo Stodder (primo turno)

## Tabellone

### Legenda
| - Q = Qualificato - WC = Wild card - LL = Lucky loser | - ALT = Alternate - SE = Special Exempt - PR = Protected Ranking | - w/o = Walkover - r = Ritirato - d = Squalificato |

|  | Primo turno | Primo turno                        | Primo turno                   | Primo turno | Primo turno |  |  | Quarti di finale | Quarti di finale                   | Quarti di finale                   | Quarti di finale           | Quarti di finale           |    |     | Semifinali | Semifinali                         | Semifinali                         | Semifinali                                        | Semifinali                                        |   |   | Finale | Finale | Finale | Finale | Finale |  |
|  |             |                                    |                               |             |             |  |  |                  |                                    |                                    |                            |                            |    |     |            |                                    |                                    |                                                   |                                                   |   |   |        |        |        |        |        |  |
|  | 1           | C Frantzen H Jebens                | 65                            | 7           | [10]        |  |  |                  |                                    |                                    |                            |                            |    |     |            |                                    |                                    |                                                   |                                                   |   |   |        |        |        |        |        |  |
|  |             | H Habib B Hassan                   | 7                             | 62          | [8]         |  |  | 1                | C Frantzen H Jebens                | 63                                 | 6                          | [14]                       |    |     |            |                                    |                                    |                                                   |                                                   |   |   |        |        |        |        |        |  |
|  | WC          | J Schnaitter M Wallner             | J Schnaitter M Wallner        | 6           | 6           |  |  | WC               | J Schnaitter M Wallner             | 7                                  | 3                          | [12]                       |    |     |            |                                    |                                    |                                                   |                                                   |   |   |        |        |        |        |        |  |
|  | Alt         | N Kuhn A Martin                    | N Kuhn A Martin               | 3           | 4           |  |  |                  |                                    |                                    |                            |                            |    |     | 1          | C Frantzen H Jebens                | C Frantzen H Jebens                | 7                                                 | 6                                                 |   |   |        |        |        |        |        |  |
|  | 3           | N Oberleitner T Sandkaulen         | 4                             | 6           | [10]        |  |  |                  |                                    | 3                                  | N Oberleitner T Sandkaulen | N Oberleitner T Sandkaulen | 63 | 0   |            |                                    |                                    |                                                   |                                                   |   |   |        |        |        |        |        |  |
|  |             | A Merino C Negritu                 | 6                             | 4           | [7]         |  |  | 3                | N Oberleitner T Sandkaulen         | N Oberleitner T Sandkaulen         | 6                          | 6                          |    |     |            |                                    |                                    |                                                   |                                                   |   |   |        |        |        |        |        |  |
|  |             | S Rodríguez Taverna JB Torres      | S Rodríguez Taverna JB Torres | 78          | 7           |  |  |                  | S Rodríguez Taverna JB Torres      | S Rodríguez Taverna JB Torres      | 4                          | 3                          |    |     |            |                                    |                                    |                                                   |                                                   |   |   |        |        |        |        |        |  |
|  |             | D Pichler P Somani                 | D Pichler P Somani            | 6           | 5           |  |  |                  |                                    |                                    |                            |                            |    |     | 1          | Constantin Frantzen Hendrik Jebens | Constantin Frantzen Hendrik Jebens | 6                                                 | 6                                                 |   |   |        |        |        |        |        |  |
|  |             | O Roca Batalla N Sánchez Izquierdo | 5                             | 6           | [10]        |  |  |                  |                                    |                                    |                            |                            |    |     |            |                                    |                                    | Constantin Bittoun Kouzmine Volodymyr Uzhylovskyi | Constantin Bittoun Kouzmine Volodymyr Uzhylovskyi | 2 | 2 |        |        |        |        |        |  |
|  | Alt         | N Bybel O Crawford                 | 7                             | 3           | [7]         |  |  |                  | O Roca Batalla N Sánchez Izquierdo | O Roca Batalla N Sánchez Izquierdo | 5                          | 4                          |    |     |            |                                    |                                    |                                                   |                                                   |   |   |        |        |        |        |        |  |
|  |             | C Bittoun Kouzmine V Uzhylovskyi   | 7                             | 3           | [10]        |  |  |                  | C Bittoun Kouzmine V Uzhylovskyi   | C Bittoun Kouzmine V Uzhylovskyi   | 7                          | 6                          |    |     |            |                                    |                                    |                                                   |                                                   |   |   |        |        |        |        |        |  |
|  | 4           | P Raja R Ramanathan                | 65                            | 6           | [8]         |  |  |                  |                                    |                                    |                            |                            |    |     |            | C Bittoun Kouzmine V Uzhylovskyi   | 6                                  | 62                                                | [10]                                              |   |   |        |        |        |        |        |  |
|  |             | B Harris H Rocha                   | B Harris H Rocha              | 7           | 7           |  |  |                  |                                    |                                    | B Harris H Rocha           | 3                          | 7  | [7] |            |                                    |                                    |                                                   |                                                   |   |   |        |        |        |        |        |  |
|  | Alt         | L Gerch T Stodder                  | L Gerch T Stodder             | 5           | 5           |  |  |                  | B Harris H Rocha                   | B Harris H Rocha                   | 6                          | 6                          |    |     |            |                                    |                                    |                                                   |                                                   |   |   |        |        |        |        |        |  |
|  |             | M Echargui F Iannaccone            | M Echargui F Iannaccone       | 4           | 3           |  |  | 2                | I Liutarevich V Manafov            | I Liutarevich V Manafov            | 4                          | 4                          |    |     |            |                                    |                                    |                                                   |                                                   |   |   |        |        |        |        |        |  |
|  | 2           | I Liutarevich V Manafov            | I Liutarevich V Manafov       | 6           | 6           |  |  |                  |                                    |                                    |                            |                            |    |     |            |                                    |                                    |                                                   |                                                   |   |   |        |        |        |        |        |  |